# Eberhard Buchwald

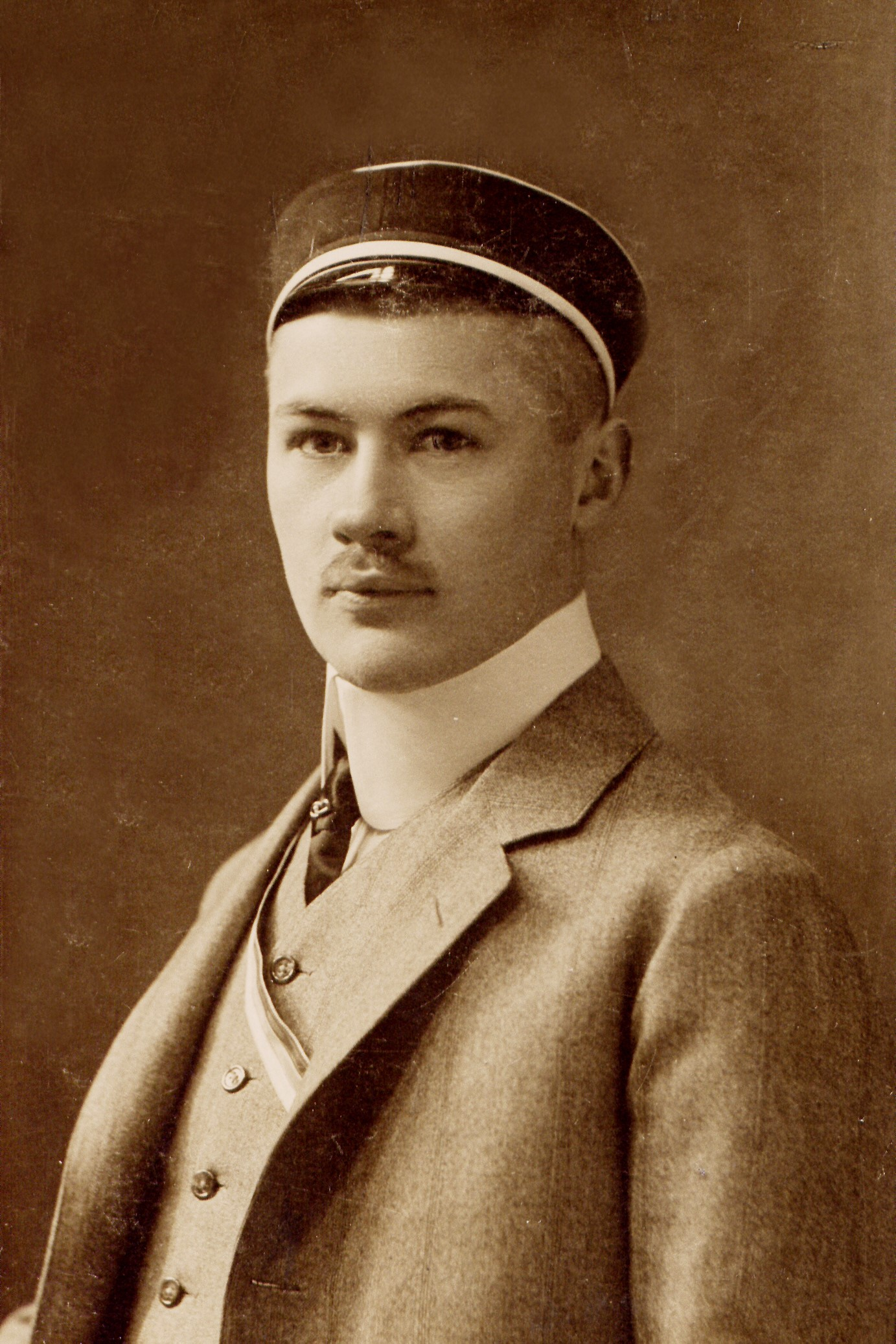
Eberhard Buchwald 1905 mit den Farben des Corps Borussia Breslau

Eberhard Heinrich Otto Buchwald (* 16. Juli 1886 in Breslau; † 14. August 1975 in Warin, Mecklenburg) war ein deutscher Physiker.

## Leben
Eberhard Buchwald wurde 1886 als Sohn des Breslauer Professors und Internisten Alfred Buchwald und dessen Ehefrau Marie geborenen Lauterbach geboren. Buchwald studierte zunächst an der  Schlesischen Friedrich-Wilhelms-Universität in Breslau Physik. 1905 wurde er Mitglied des Corps Borussia Breslau. Robert Schwarz war ein Coetane. Als Inaktiver wechselte er an die Julius-Maximilians-Universität Würzburg und die Rheinische Friedrich-Wilhelms-Universität Bonn. Mit einer Dissertation bei Otto Lummer wurde er 1909 in Breslau zum Dr. phil.  promoviert. Im Ersten Weltkrieg, während dem er als Leutnant der Reserve im 1. Eskadron des Husaren-Regiments 6 diente, erlitt er bei einem Patrouillengefecht an der Westfront zwischen dem 11. August und 11. September 1914 eine schwere Beinverwundung. An der Universität Breslau  habilitierte er sich 1917, war aber noch 1918 beim Heer. Zunächst Privatdozent, wurde er 1921 zum a.o. Professor ernannt.
Von 1923 bis 1945 war er o. Professor für Theoretische Physik an der  TH Danzig. Für das akademische Jahr 1929/30 wurde er zu ihrem Rektor gewählt. Im November 1933 unterzeichnete er das Bekenntnis der Professoren an den deutschen Universitäten und Hochschulen zu Adolf Hitler. Nach der Flucht 1945 aus Danzig hatte er bis zur Emeritierung 1954 die Ernst-Abbe-Professur an der Friedrich-Schiller-Universität Jena inne. Danach hielt er noch gut besuchte Vorlesungen an der Universität Rostock, während er in Warin wohnte. Er schrieb Veröffentlichungen über Optik und über die Farbenlehre (Goethe). Als besonderer Kenner gab er naturwissenschaftliche Schriften Goethes heraus. Auch interessierte er sich für fernöstliche Philosophie.
Buchwald gehörte außerdem zu den näheren Bekanntschaften Erwin Schrödingers, der ihn während seiner Zeit als Privatdozent unter Max Wien in Jena 1920 kennenlernte. Er war im Vorstand der Goethe-Gesellschaft und leistete viel für das Wilhelm-Ostwald-Archiv. Er versuchte die Teilung Deutschlands durch viele Kontakte zu überbrücken. Die Universität Tübingen verlieh ihm 1963 das Ehrendoktorat.
Buchwald heiratete zunächst am 8. Mai 1918 Anna Karoline Luise Elfriede Strecker, eine Tochter des damaligen Geheimen Ober-Postrats Karl Strecker, welche jedoch früh verstarb. Seine zweite Frau war Ellinor geb. Gerstenberg, Tochter des Amtsrats Gerstenberg aus Sowade, Kreis Oppeln (vier Kinder). Buchwald war Schwager von Lothar Neumann.

## Schriften

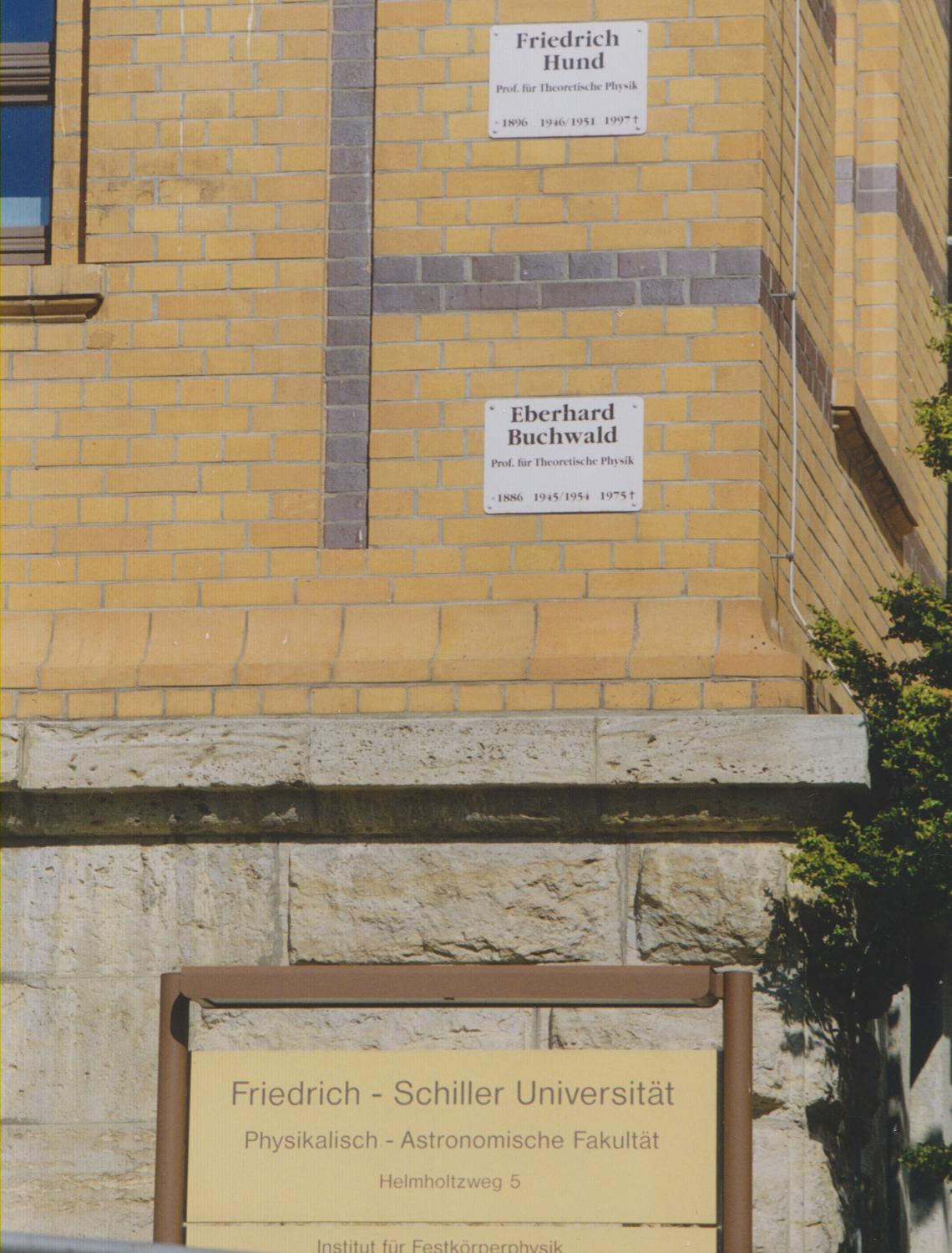
Gedenktafeln Eberhard Buchwald und Friedrich Hund in Jena, Helmholtzweg 5

- Einführung in die Kristalloptik. 1. Aufl. Berlin/Leipzig 1912
- Symbolische Physik. Berlin 1949
- Das Doppelbild von Licht und Stoff. Kapitel aus der alten und neuen Physik. 3. Aufl. Berlin 1950
- Fünf Kapitel Farbenlehre. Mosbach/Baden 1955
- Bildung durch Physik. 1. Aufl. Göttingen 1956
- Naturschau mit Goethe. Stuttgart 1960
- Physik – Gleichung und Gleichnis. Mosbach/Baden 1967